# アンソニー・リュウ
アンソニー・リュウ（Anthony Liu、中国時代：劉月明　Yueming Liu、1974年7月4日 - ）は、中華人民共和国チチハル市生まれの男性フィギュアスケート選手で現在はフィギュアスケートコーチ。1998年長野オリンピック、2002年ソルトレークシティオリンピック男子シングルオーストラリア代表。

## 経歴
黒竜江省のチチハル市に生まれ、7歳のころにスケートを始めた。1992-1993年シーズンに中国代表として国際大会へ出場し、ジュニアクラスの世界ジュニア選手権は6位、シニアクラスのNHK杯8位、世界選手権は21位だったものの、ユニバーシアードでは優勝を果たした。
1996年、家族とともにオーストラリア市民権を取得し、ファーストネームをアンソニーに改名。1996-1997年シーズン以後、オーストラリア代表として活動を始めた。1997-1998年シーズン、長野オリンピックの予選会に指定されたカールシェーファーメモリアルで2位となりオリンピック出場枠を獲得。その長野オリンピックではショートプログラムを終え25位。フリースケーティングに進めずに終わった。
1999年に創設された四大陸選手権に3シーズン連続で出場。最高位は1999年四大陸選手権の5位。1999-2000年シーズンからはISUグランプリシリーズに参戦を果たす。2002年、2度目のオリンピックとなったソルトレイクシティオリンピックは前回大会から大きく順位を上げ総合10位。2002-2003年シーズン、オーストラリア選手権で7度目の優勝を果たし2003年引退。
現在は拠点をアメリカに置き、フィギュアスケートコーチとして活動している。

## 主な戦績
| 大会/年            | 92-93 | 93-94 | 94-95 | 95-96 | 96-97 | 97-98 | 98-99 | 99-00 | 00-01 | 01-02 |
| ------------------ | ----- | ----- | ----- | ----- | ----- | ----- | ----- | ----- | ----- | ----- |
| 冬季オリンピック   |       |       |       |       |       | 25    |       |       |       | 10    |
| 世界選手権         | 21    |       |       |       | 22    | 17    | 10    | 12    | 14    | 7     |
| 四大陸選手権       |       |       |       |       |       |       | 5     | 6     | 13    |       |
| GPスケートアメリカ |       |       |       |       |       |       |       | 7     |       |       |
| GPスケートカナダ   |       |       |       |       |       |       |       |       |       | 4     |
| GPNHK杯            | 8     |       |       |       |       |       |       | 8     | 8     | 5     |
| ユニバーシアード   | 1     |       |       |       |       |       |       |       |       |       |
| ネペラメモリアル   |       |       |       |       | 2     | 1     |       |       |       |       |
| KSM                |       |       |       |       |       | 2     | 1     |       |       |       |
| フィンランディア杯 |       |       |       |       | 3     | 8     | 2     |       |       |       |
| ネーベルホルン杯   |       |       |       |       | 4     |       |       |       |       |       |
| 世界Jr.選手権      | 6     |       |       |       |       |       |       |       |       |       |